# Henryk Lisicki
Henryk Lisicki, pseud. Henryk Szreniawa (ur. 1839 w Żulicach, Lubelskie, zm. 12 lutego 1899 w Kalinowie koło Sambora) – polski historyk, publicysta, pisarz polityczny, członek Akademii Umiejętności w Krakowie.
Był synem Antoniego (właściciela ziemskiego) i Reginy z Seymanów. Uczęszczał do szkoły powszechnej w Szczebrzeszynie, następnie do gimnazjów w Lublinie i Kielcach; w latach 1856–1860 odbył studia rolnicze w Instytucie Agronomicznym w Marymoncie koło Warszawy. Był zdecydowanym przeciwnikiem ruchów wyzwoleńczych, po wybuchu powstania styczniowego wyjechał do Drezna; w latach 1870–1871 mieszkał we Lwowie, następnie w Krakowie, od 1882 w majątku Kalinów.
W poglądach politycznych był bliski ultrakatolickim konserwatystom galicyjskim, potępiał polskie ruchy demokratyczne, stabilizację polityczną widział w absolutystycznych rządach Rosji. Był członkiem Rady Powiatowej w Samborze. Publikował na łamach „Dziennika Poznańskiego”, „Czasu”, „Unii”, „Kwartalnika Historycznego”, „Przeglądu Polskiego”. Opublikował opowiadania Kometa (1868-1869), Błędne ogniki (1870-1871), Serafina (1873).
Do badań historycznych namówił go Ksawery Liske, historyk, profesor Uniwersytetu Lwowskiego, z którym Lisicki współpracował w „Kwartalniku Historycznym”. Interesował się historią powszechną XVIII i XIX wieku, był autorem biografii m.in. Aleksandra Wielopolskiego. W 1891, głównie dzięki rekomendacji Liskego, został członkiem korespondentem Akademii Umiejętności. Utrzymywał kontakty m.in. z Julianem Klaczką, Stanisławem Koźmianem, Walerianem Kalinką, Stanisławem Tarnowskim. Pod koniec życia ograniczył działalność publicystyczną z powodu ciężkiej choroby (gruźlicy).
Opublikował m.in.:
- Królestwo Polskie w ostatnim lat dziesiątku (1870-1871)
- Błędy cesarstwa i jego spadkobierców (1871-1872)
- Aleksander Wielopolski (1878-1879)[1]
- Antoni Zygmunt Helcel (1882, 2 tomy)[2]
- Klemens książę Metternich (1884)
- Alfred Książę Windisch-Graetz. Feldmarszałek austryacki (1887)
- Polityka Austryi podczas trzeciego rozbioru Polski (1891)
- Skrzynecki i Prądzyński (1891)
- Napoleon III i Włochy (1892)
- Talleyrand (1892)

Przygotował do wydania Listy Maryi z Ks. Czartoryskich Ks. Wirtemberskiej do Tadeusza Mostowskiego (1885). Był żonaty z Anną z Mycielskich, publicystką muzyczną, autorką szkiców o kompozytorach i śpiewakach XIX-wiecznych, córką hrabiego Józefa Mycielskiego i Karoliny z Wodzickich (pisarki). Szwagrem Lisickiego był Franciszek Mycielski, ziemianin, działacz społeczny.